# Đội tuyển bóng đá quốc gia Fiji
Đội tuyển bóng đá quốc gia Fiji (tiếng Anh: Fiji national football team, tiếng Fiji: timi ni soka ni Viti) là đội tuyển bóng đá nam quốc gia của Fiji, được quản lý bởi Hiệp hội bóng đá Fiji. Đội chủ yếu thi đấu các trận sân nhà tại sân vận động HFC Bank ở thành phố Suva.
Fiji lần đầu tham gia vòng loại FIFA World Cup vào năm 1982; kể từ năm 1990, họ đã cố gắng giành quyền dự World Cup ở mỗi kỳ nhưng chưa thành công. Thành tích tốt nhất của họ là vào đến vòng cuối cùng vào năm 2010. Đội tuyển quốc gia cũng đại diện cho Fiji thi đấu ở Cúp bóng đá châu Đại Dương, đã tham gia 8 trong 10 giải trước đây. Kết quả tốt nhất của Fiji là giành hạng ba ở vào năm 1998 và 2008. Họ đã vô địch Cúp Melanesia năm lần và tham dự các kỳ Đại hội Thể thao Thái Bình Dương từ năm 1963 đến 2015, trước khi giải đấu chuyển sang hình thức dành cho lứa U23.
Tại các quốc gia châu Đại Dương như Fiji, nơi bóng đá không phải là môn thể thao phổ biến nhất — giống như ở Úc hay New Zealand — thì bóng bầu dục mới là môn thể thao được yêu thích nhất. Tính đến năm 2022, Fiji vẫn chưa từng giành vé dự World Cup, dù vậy, đội tuyển trẻ của họ đã có những thành công đáng kể khi góp mặt tại các giải FIFA U-20 World Cup năm 2015 và 2023, cũng như Olympic 2016.

## Lịch sử

### Khởi đầu (1951–1973)
Trận đấu quốc tế đầu tiên của đội Fiji diễn ra năm 1951, khi họ tiếp đón đội New Zealand đang trong chuyến du đấu ở châu Đại Dương và đá bốn trận với New Caledonia. Trận đấu kết thúc với chiến thắng 6-4 nghiêng về New Zealand, trong đó cầu thủ Jock Newall lập hat-trick. Năm sau, New Zealand tiếp tục trở lại và Fiji để thua cả 3 trận, bao gồm thất bại nặng nề 0-9 trong trận đấu thứ hai.
Sau 11 năm không tham dự các giải quốc tế, năm 1963, Hiệp hội bóng đá Fiji gia nhập FIFA. Cũng trong năm đó, đội tuyển bóng đá quốc gia Fiji lần đầu tiên tham gia tại Đại hội Thể thao châu Đại Dương được tổ chức trên sân nhà. Fiji đã tiến vào trận chung kết sau khi lần lượt đánh bại Papua New Guinea và Quần đảo Solomon, nhưng cuối cùng thua đậm 2-8 trước New Caledonia, và giành huy chương bạc. Đáng chú ý, Marc-Kanyan Case bên phía đối phương đã ghi tới 4 bàn.
Fiji vắng mặt ở giải 1966, và trở lại ở kỳ Đại hội Thể thao châu Đại Dương năm 1969 tổ chức tại Port Moresby, Papua New Guinea, kết thúc ở vị trí thứ tư sau khi để thua chủ nhà trong trận tranh huy chương đồng. Đến năm 1971, đội đứng cuối bảng 2 khi thua New Caledonia và Tân Hebrides, nhưng đã giành chiến thắng trong trận tranh hạng 5 trước Quần đảo Cook.

### Lần đầu tham gia vòng loại World Cup và những bất ngờ ở châu Đại Dương (1973–1991)
Là thành viên của Liên đoàn bóng đá châu Đại Dương (OFC), Fiji lần đầu tiên tham gia Cúp bóng đá châu Đại Dương tổ chức ở New Zealand năm 1973. Họ đã thi đấu 4 trận nhưng không giành được chiến thắng nào trong giải đấu này. Tại Đại hội Thể thao châu Đại Dương năm 1975, dưới sự dẫn dắt của huấn luyện viên Sashi Mahendra Singh, đội tuyển bóng đá quốc gia Fiji lọt vào vòng bán kết nhưng để thua Tahiti. Trong trận tranh hạng ba, họ tiếp tục để thua Quần đảo Solomon với cách biệt một bàn.
Năm 1977, John Lal trở thành huấn luyện viên mới của Fiji. Trận đấu đầu tiên dưới sự dẫn dắt của ông là một trận giao hữu không chính thức gặp đội Đài Loan, kết thúc với tỷ số hòa 2-2. Sau đó, họ gặp Úc, đội bóng cũng vừa thi đấu với Đài Loan do lệnh cấm bóng đá tại nước này. Vào ngày 19 tháng 3 năm 1977, Fiji chạm trán Úc tại Buckhurst Park. Mặc dù có tới bảy cầu thủ Ba F.C. không thể góp mặt vì bận chuyến du đấu ở New Zealand, Fiji vẫn giữ chân đối thủ trong suốt 45 phút đầu và Jimmy Okete – lần đầu ra sân – đã ghi bàn thắng duy nhất giúp đội giành chiến thắng. Kết quả này gây bất ngờ lớn bởi trước đó đội thường bị đánh giá là kèo dưới khi thi đấu ở Úc trong các chuyến du đấu năm 1961 và 1968.
Dưới sự dẫn dắt của huấn luyện viên mới Moti Musadilal, Fiji thi đấu một số trận giao hữu trước giải với New Zealand, nhưng họ để thủng lưới tới 9 bàn trong 2 trận. Ở Đại hội Thể thao châu Đại Dương 1979 tổ chức tại Suva, sau trận hòa không bàn thắng trước Papua New Guinea, Fiji đã có chiến thắng lớn nhất trong lịch sử khi đánh bại Kiribati với cách biệt 24 bàn. Tiếp tục vượt qua Wallis và Futuna ở tứ kết và Quần đảo Solomon ở bán kết, họ tiến vào trận chung kết lần thứ hai tại giải đấu này gặp lại Tahiti. Trước hơn 20.000 khán giả, Fiji lại một lần nữa thất bại với tỷ số 0-2 khi Erroll Bennett lập cú đúp cho Tahiti.
Giải tiếp theo Fiji tham dự là Cúp bóng đá châu Đại Dương 1980, nằm chung bảng với New Zealand, Quần đảo Solomon và Tahiti. Sau chiến thắng trước Quần đảo Solomon ở trận mở màn, Fiji gây sốc khi đánh bại New Zealand – đội được đánh giá cao nhất bảng – với hai bàn của Dewan Chand và Meli Vuilabasa. Tuy nhiên, họ không thể tiến vào trận chung kết khi thua Tahiti 3-6 và thua New Caledonia 1-2 trong trận tranh hạng ba.
Môt năm sau, huấn luyện viên mới Wally Hughes – người từng dẫn dắt đội tuyển New Zealand – dẫn dắt Fiji lần đầu tham gia vòng loại World Cup. Họ bắt đầu với trận thua 0-4 trước New Zealand, sau đó hòa Indonesia 0-0 và thắng Trung Hoa Đài Bắc 2-1, đứng thứ ba với 3 điểm. Tuy nhiên, đà phong độ nhanh chóng tuột dốc khi họ thua đậm Úc và New Zealand, nhận tới 23 bàn thua trong 2 trận cuối cùng. Sau trận đấu với Úc, Hughes từ chức với lời bình: "Tôi không mong muốn bất kỳ HLV nào trải qua điều tôi đã trải qua," ngụ ý có sự can thiệp tiêu cực trong thất bại trước Úc.
Sau 2 năm vắng bóng, dưới sự dẫn dắt của Rudi Gutendorf, Fiji trở lại tham dự Đại hội Thể thao châu Đại Dương 1983 tại Samoa. Họ dẫn đầu bảng gồm New Caledonia, Quần đảo Solomon và Vanuatu, sau đó thắng Papua New Guinea 2-0 ở tứ kết và New Caledonia ở bán kết. Tuy nhiên, trong trận chung kết, họ thua Tahiti 0-1 – một bàn thắng gây tranh cãi khiến cầu thủ Fiji tấn công trọng tài và trợ lý trọng tài. Năm sau, sự kiện tương tự xảy ra trong trận giao hữu với New Zealand, dẫn đến lệnh cấm tổ chức các trận đấu quốc tế tại Fiji trong một năm.
Năm 1988, tại Cúp Melanesia tổ chức ở Quần đảo Solomon, Fiji giành chức vô địch đầu tiên khi đánh bại đội chủ nhà 3-1 ở trận chung kết. Cùng năm, họ tham gia vòng loại World Cup 1990, vòng đầu gặp Úc với phần thưởng 500 đô la Fiji mỗi cầu thủ nếu thắng. Trước 6.000 khán giả, Fiji thắng 1-0 nhờ bàn thắng của Ravuame Madigi trong trận lượt đi. Tuy nhiên, trận lượt về tại Newcastle, Úc giành chiến thắng 5-1 trong một trận đấu căng thẳng được ví là "Trận chiến Newcastle" với nhiều tranh cãi và ẩu đả, trong đó cầu thủ Charlie Yankos của Úc bị gãy mũi.
Sau khi giành lại chức vô địch Cúp Melanesia 1989 trên sân nhà, năm 1990 họ xếp thứ ba sau Vanuatu và New Caledonia.. Tại Đại hội Thể thao châu Đại Dương 1991 ở Tahiti, Fiji dẫn đầu bảng, thắng Vanuatu ở bán kết và gặp Quần đảo Solomon ở chung kết. Radike Nawalu mở tỷ số phút 29 giúp Fiji dẫn trước. Trận đấu phải phân định bằng loạt đá luân lưu và Fiji đã giành huy chương vàng lần đầu tiên trong lịch sử.

### Thế lực bóng đá Melanesia (1991–2003)
Fiji tham gia vòng loại FIFA World Cup 1994 ở bảng B cùng với Vanuatu và New Zealand. Sau khi để thua New Zealand ở trận mở màn vòng loại tại Christchurch, họ lên đường sang Vanuatu thi đấu Cúp Melanesia 1992. Tại giải này, Fiji đã lần thứ ba giành chức vô địch với trận thắng cách biệt một bàn trước New Caledonia. Tại Suva, họ thắng Vanuatu 3-0 và hòa New Zealand trên cùng sân nhà. Ở trận cuối vòng bảng, Fiji lại thắng Vanuatu 3-0 tại Port Vila. Tuy nhiên trận này chỉ mang tính thủ tục vì họ đã đứng sau New Zealand và bị loại khỏi cuộc đua.
Sau khi không thể giành vé tham dự Cúp bóng đá châu Đại Dương 1996 vì chỉ đứng thứ hai ở Melanesia Cup 1994, tại Đại hội Thể thao châu Đại Dương 1995 tổ chức ở Tahiti, Fiji giành huy chương đồng sau khi thắng Vanuatu ở trận tranh hạng ba.
Trong chiến dịch vòng loại World Cup 1998, Fiji được đặc cách vào vòng hai, nằm cùng bảng với New Zealand và Papua New Guinea. Đội đứng đầu sẽ vào vòng ba. Fiji kết thúc với vị trí thứ hai khi để thua New Zealand ở cả hai lượt trận trên sân nhà (1-0) và sân khách (5-0), yếu tố quyết định khiến họ bị loại. Giải tiếp theo Fiji tham dự là Cúp bóng đá châu Đại Dương 1998 sau khi giành vé nhờ thắng Melanesia Cup 1998 tại Vanuatu. Đáng chú ý, họ hòa Quần đảo Solomon 1-1 trong giải.
Sau trận thua chủ nhà Úc 0-3 ở lượt trận đầu, Fiji thắng Quần đảo Cook 3-1 để giành vé vào bán kết. Tuy nhiên ở bán kết họ để thua New Zealand với tỷ số sát nút 0-1. Ở trận tranh hạng ba, Fiji thắng Tahiti, đây là thành tích tốt nhất của họ ở Cúp bóng đá châu Đại Dương đến thời điểm đó. Esala Masi là vua phá lưới giải với 3 bàn thắng. Fiji tiếp tục giành vé tham dự Cúp bóng đá châu Đại Dương lần sau nhờ vô địch Melanesia Cup 2000 trên sân nhà. Nhưng cùng năm, họ phải rút lui khỏi giải vì tình hình chính trị bất ổn dẫn đến cuộc đảo chính tại Fiji.
Vòng loại World Cup 2002 của Fiji bắt đầu tại Coffs Harbour, nằm chung bảng với Samoa thuộc Mỹ, Úc, Samoa và Tonga. Trận mở màn, họ giành chiến thắng đậm 13-0 trước Samoa thuộc Mỹ, trận thắng lớn nhất của Fiji trong các trận FIFA. Shailemdra Lal lập công 5 bàn; Esala Masi ghi 4 bàn. Sau đó, Fiji thắng Samoa 6-1, nhưng thua Úc 0-2 và kết thúc bảng ở vị trí thứ hai, không đủ điều kiện đi tiếp (chỉ đội đầu bảng vào vòng sau). Ở Cúp bóng đá châu Đại Dương 2002 tổ chức tại New Zealand, Fiji chỉ thắng New Caledonia và để thua Úc 0-8, không thể vào bán kết. Kết quả này dẫn đến việc sa thải HLV Billy Singh, kết thúc 7 năm gắn bó với đội tuyển trong nhiệm kỳ thứ ba.
Tại Đại hội Thể thao châu Đại Dương 2003 tổ chức trên sân nhà, Fiji giành huy chương vàng. Đội hình chủ yếu là các cầu thủ trẻ và họ bất bại suốt giải, thắng New Caledonia ở trận chung kết. Esala Masi là vua phá lưới của đội với 12 bàn, trong đó có 7 bàn trong chiến thắng áp đảo 12-0 trước Kiribati ở vòng bảng.

### Thời kỳ gần đây (2004–)
Chiến dịch vòng loại FIFA World Cup 2006 của Fiji bắt đầu tại Samoa. Họ kết thúc vòng bảng với vị trí thứ hai, cùng bảng với Vanuatu, Papua New Guinea, Samoa và Samoa thuộc Mỹ. Trận thua duy nhất của họ là trước Vanuatu ở vòng đấu cuối cùng. Điều này giúp Fiji giành quyền tham dự Cúp bóng đá châu Đại Dương 2004. Sau khi hòa Tahiti và thắng Vanuatu, cơ hội dự World Cup của Fiji kết thúc khi họ thua ba trận tiếp theo và bị loại ngay ở vòng loại thứ hai.
Giải đấu tiếp theo của Fiji là Đại hội Thể thao châu Đại Dương 2007 tại Samoa, cũng đồng thời là vòng loại đầu tiên cho World Cup 2010 tại Nam Phi. Fiji dễ dàng vượt qua vòng bảng gồm Tuvalu, Tahiti, Quần đảo Cook và New Caledonia. Ở tứ kết, họ đối đầu với Vanuatu và giành chiến thắng với ba bàn để tiến vào bán kết, đồng thời chắc suất tranh huy chương vàng. Tuy nhiên, ở trận chung kết, Fiji để thua sát nút New Caledonia và giành vị trí á quân lần thứ tư trong lịch sử.
Vòng loại tiếp theo bắt đầu có trục trặc khi thủ môn Simione Tamanisau bị từ chối nhập cảnh vì cha anh có liên quan đến cuộc đảo chính năm 2006 tại Fiji. Trận đấu bị hoãn lại và được dời đến cuối vòng loại, Fiji thắng 2-0. Trong thời gian này, đội tuyển thi đấu các trận còn lại của vòng loại. Fiji kết thúc vòng bảng ở vị trí thứ ba với chỉ một điểm trong ba trận đầu—trận hòa 3-3 với New Caledonia—một kết quả quan trọng khi sau đó họ thua 0-4 trước chính đội này và bị loại.
Dưới sự dẫn dắt của HLV Gurjit Singh, Fiji thi đấu tại Đại hội Thể thao châu Đại Dương 2011 ở New Caledonia. Ở vòng bảng, họ vượt qua vòng với thành tích toàn thắng và sớm giành vé vào bán kết. Ở bán kết, Fiji dẫn trước Quần đảo Solomon ở phút 69 nhờ công Maciu Dunadamu, nhưng các bàn thắng của Joses Nawo và Henry Fa'arodo đã giúp đối thủ lội ngược dòng và giành vé tranh huy chương vàng. Fiji cuối cùng về thứ tư sau khi thua Tahiti 1-2 ở trận tranh huy chương đồng.
Juan Carlos Buzzetti trở lại dẫn dắt Fiji trong chiến dịch Cúp bóng đá châu Đại Dương 2012, cũng là vòng loại tiếp theo cho World Cup 2014. Ở bảng B, họ thua trận mở màn trước New Zealand với bàn thắng duy nhất của Tommy Smith phút 11. Sau trận hòa không bàn thắng với Quần đảo Solomon, Fiji có bàn thắng duy nhất của giải do công Maciu Dunadamu mở tỷ số trước Papua New Guinea phút 15. Tuy nhiên, bàn thắng muộn của Kema Jack khiến trận đấu kết thúc hòa và Fiji bị loại ngay từ vòng bảng.
Sau ba năm không thi đấu quốc tế cấp đội tuyển, Fiji đá hai trận giao hữu với câu lạc bộ Wellington Phoenix trước khi đưa đội U23 tham dự Đại hội Thể thao châu Đại Dương 2015 tại Papua New Guinea, cũng là vòng loại Olympic 2016 tại Brazil. Sau thất bại trận đầu, họ hòa trận thứ hai với các bàn thắng của Roy Krishna và Ilimotama Jese. Trước khi bước vào Cúp bóng đá châu Đại Dương 2016 tại Papua New Guinea, họ có thêm các trận giao hữu. Đây cũng là vòng loại thứ hai của World Cup 2018. Với đội hình chủ yếu là cầu thủ nội địa, Fiji thua New Zealand 1-3 với bàn thắng duy nhất của Krishna. Trong trận tiếp theo, họ thắng Quần đảo Solomon nhờ bàn của Krishna. Trước trận cuối gặp Vanuatu, họ cần ít nhất hòa để giành vé bán kết. Fiji từng suýt có bàn mở tỷ số nhờ Krishna, nhưng sau đó bị dẫn 0-2 do công Dominique Fred và Fenedy Masauvakalo. Hiệp hai, Fiji gỡ hòa 2-2 nhờ Samuela Kautoga và Krishna, tạo hy vọng đi tiếp. Tuy nhiên, cú đá phát đền ở phút 75 cho Vanuatu do Brian Kaltack thực hiện khiến Fiji bị loại vì kém chỉ số phụ.
Nhờ vị trí thứ ba, Fiji lọt vào vòng loại thứ ba World Cup 2018. Họ nằm bảng A cùng New Zealand và New Caledonia. Trước trận đầu gặp New Zealand, HLV Frank Farina được thay thế bằng Christophe Gamel, người tuyên bố “Chúng tôi tôn trọng đối thủ và biết họ rất mạnh” trong buổi họp báo đầu tiên. Fiji chỉ giành được một điểm sau bốn trận, đó là trận hòa 2-2 với New Caledonia trên sân nhà Lautoka.
Vào tháng 7 năm 2025, Hiệp hội bóng đá Thái Lan đã mời Fiji tham gia King’s Cup 2025 diễn ra vào tháng 9 cùng năm.

## Danh hiệu
- Cúp bóng đá châu Đại Dương:

Hạng ba: 1998; 2008
- Bóng đá nam tại Pacific Games:

 1991; 2003
 1963; 1979; 1983; 2007
 1995

## Thành tích tại các giải đấu

### Giải vô địch bóng đá thế giới
| Vòng chung kết | Vòng chung kết             | Vòng chung kết             | Vòng chung kết             | Vòng chung kết             | Vòng chung kết             | Vòng chung kết             | Vòng chung kết             | Vòng chung kết             |                            | Vòng loại                  | Vòng loại                  | Vòng loại                  | Vòng loại                  | Vòng loại                  | Vòng loại                  | Vòng loại      |                |
| Năm            | Kết quả                    | Hạng                       | ST                         | T                          | H                          | B                          | BT                         | BB                         | Hạng                       | ST                         | T                          | H                          | B                          | BT                         | BB                         |                |                |
| -------------- | -------------------------- | -------------------------- | -------------------------- | -------------------------- | -------------------------- | -------------------------- | -------------------------- | -------------------------- | -------------------------- | -------------------------- | -------------------------- | -------------------------- | -------------------------- | -------------------------- | -------------------------- | -------------- | -------------- |
| 1930 đến 1962  | Không phải thành viên FIFA | Không phải thành viên FIFA | Không phải thành viên FIFA | Không phải thành viên FIFA | Không phải thành viên FIFA | Không phải thành viên FIFA | Không phải thành viên FIFA | Không phải thành viên FIFA | Không phải thành viên FIFA | Không phải thành viên FIFA | Không phải thành viên FIFA | Không phải thành viên FIFA | Không phải thành viên FIFA | Không phải thành viên FIFA | Không phải thành viên FIFA |                |                |
| 1966           | Không tham gia             | Không tham gia             | Không tham gia             | Không tham gia             | Không tham gia             | Không tham gia             | Không tham gia             | Không tham gia             | Không tham gia             | Không tham gia             | Không tham gia             | Không tham gia             | Không tham gia             | Không tham gia             | Không tham gia             |                |                |
| 1970           | Không tham gia             | Không tham gia             | Không tham gia             | Không tham gia             | Không tham gia             | Không tham gia             | Không tham gia             | Không tham gia             | Không tham gia             | Không tham gia             | Không tham gia             | Không tham gia             | Không tham gia             | Không tham gia             | Không tham gia             |                |                |
| 1974           | Không tham gia             | Không tham gia             | Không tham gia             | Không tham gia             | Không tham gia             | Không tham gia             | Không tham gia             | Không tham gia             | Không tham gia             | Không tham gia             | Không tham gia             | Không tham gia             | Không tham gia             | Không tham gia             | Không tham gia             |                |                |
| 1978           | Không tham gia             | Không tham gia             | Không tham gia             | Không tham gia             | Không tham gia             | Không tham gia             | Không tham gia             | Không tham gia             | Không tham gia             | Không tham gia             | Không tham gia             | Không tham gia             | Không tham gia             | Không tham gia             | Không tham gia             |                |                |
| 1982           | Không vượt qua vòng loại   | Không vượt qua vòng loại   | Không vượt qua vòng loại   | Không vượt qua vòng loại   | Không vượt qua vòng loại   | Không vượt qua vòng loại   | Không vượt qua vòng loại   | Không vượt qua vòng loại   | Không vượt qua vòng loại   | 5th                        | 8                          | 1                          | 3                          | 4                          | 6                          | 35             |                |
| 1986           | Không tham gia             | Không tham gia             | Không tham gia             | Không tham gia             | Không tham gia             | Không tham gia             | Không tham gia             | Không tham gia             | Không tham gia             | Không tham gia             | Không tham gia             | Không tham gia             | Không tham gia             | Không tham gia             | Không tham gia             | Không tham gia | Không tham gia |
| 1990           | Không vượt qua vòng loại   | Không vượt qua vòng loại   | Không vượt qua vòng loại   | Không vượt qua vòng loại   | Không vượt qua vòng loại   | Không vượt qua vòng loại   | Không vượt qua vòng loại   | Không vượt qua vòng loại   | Không vượt qua vòng loại   | 3rd                        | 2                          | 1                          | 0                          | 1                          | 2                          | 5              |                |
| 1994           | Không vượt qua vòng loại   | Không vượt qua vòng loại   | Không vượt qua vòng loại   | Không vượt qua vòng loại   | Không vượt qua vòng loại   | Không vượt qua vòng loại   | Không vượt qua vòng loại   | Không vượt qua vòng loại   | Không vượt qua vòng loại   | 2nd                        | 4                          | 2                          | 1                          | 1                          | 6                          | 3              |                |
| 1998           | Không vượt qua vòng loại   | Không vượt qua vòng loại   | Không vượt qua vòng loại   | Không vượt qua vòng loại   | Không vượt qua vòng loại   | Không vượt qua vòng loại   | Không vượt qua vòng loại   | Không vượt qua vòng loại   | Không vượt qua vòng loại   | 2nd                        | 4                          | 2                          | 0                          | 2                          | 4                          | 7              |                |
| 2002           | Không vượt qua vòng loại   | Không vượt qua vòng loại   | Không vượt qua vòng loại   | Không vượt qua vòng loại   | Không vượt qua vòng loại   | Không vượt qua vòng loại   | Không vượt qua vòng loại   | Không vượt qua vòng loại   | Không vượt qua vòng loại   | 2nd                        | 4                          | 3                          | 0                          | 1                          | 27                         | 4              |                |
| 2006           | Không vượt qua vòng loại   | Không vượt qua vòng loại   | Không vượt qua vòng loại   | Không vượt qua vòng loại   | Không vượt qua vòng loại   | Không vượt qua vòng loại   | Không vượt qua vòng loại   | Không vượt qua vòng loại   | Không vượt qua vòng loại   | 4th                        | 9                          | 4                          | 1                          | 4                          | 22                         | 15             |                |
| 2010           | Không vượt qua vòng loại   | Không vượt qua vòng loại   | Không vượt qua vòng loại   | Không vượt qua vòng loại   | Không vượt qua vòng loại   | Không vượt qua vòng loại   | Không vượt qua vòng loại   | Không vượt qua vòng loại   | Không vượt qua vòng loại   | 3rd                        | 12                         | 6                          | 2                          | 4                          | 36                         | 13             |                |
| 2014           | Không vượt qua vòng loại   | Không vượt qua vòng loại   | Không vượt qua vòng loại   | Không vượt qua vòng loại   | Không vượt qua vòng loại   | Không vượt qua vòng loại   | Không vượt qua vòng loại   | Không vượt qua vòng loại   | Không vượt qua vòng loại   | 3rd                        | 3                          | 0                          | 2                          | 1                          | 1                          | 2              |                |
| 2018           | Không vượt qua vòng loại   | Không vượt qua vòng loại   | Không vượt qua vòng loại   | Không vượt qua vòng loại   | Không vượt qua vòng loại   | Không vượt qua vòng loại   | Không vượt qua vòng loại   | Không vượt qua vòng loại   | Không vượt qua vòng loại   | 3rd                        | 7                          | 1                          | 1                          | 5                          | 7                          | 14             |                |
| 2022           | Không vượt qua vòng loại   | Không vượt qua vòng loại   | Không vượt qua vòng loại   | Không vượt qua vòng loại   | Không vượt qua vòng loại   | Không vượt qua vòng loại   | Không vượt qua vòng loại   | Không vượt qua vòng loại   | Không vượt qua vòng loại   | 3rd                        | 3                          | 1                          | 0                          | 2                          | 3                          | 7              |                |
| 2026           | Không vượt qua vòng loại   | Không vượt qua vòng loại   | Không vượt qua vòng loại   | Không vượt qua vòng loại   | Không vượt qua vòng loại   | Không vượt qua vòng loại   | Không vượt qua vòng loại   | Không vượt qua vòng loại   | Không vượt qua vòng loại   | Bán kết                    | 4                          | 1                          | 2                          | 1                          | 5                          | 11             |                |
| 2030           | Chưa xác định              | Chưa xác định              | Chưa xác định              | Chưa xác định              | Chưa xác định              | Chưa xác định              | Chưa xác định              | Chưa xác định              | Chưa xác định              | Chưa xác định              | Chưa xác định              | Chưa xác định              | Chưa xác định              | Chưa xác định              | Chưa xác định              | Chưa xác định  |                |
| 2034           | Chưa xác định              | Chưa xác định              | Chưa xác định              | Chưa xác định              | Chưa xác định              | Chưa xác định              | Chưa xác định              | Chưa xác định              | Chưa xác định              | Chưa xác định              | Chưa xác định              | Chưa xác định              | Chưa xác định              | Chưa xác định              | Chưa xác định              | Chưa xác định  |                |
| Total          |                            | 0/15                       |                            |                            |                            |                            |                            |                            |                            | 60                         | 22                         | 12                         | 26                         | 119                        | 116                        |                |                |

### Cúp bóng đá châu Đại Dương
| Cúp bóng đá châu Đại Dương | Cúp bóng đá châu Đại Dương | Cúp bóng đá châu Đại Dương | Cúp bóng đá châu Đại Dương | Cúp bóng đá châu Đại Dương | Cúp bóng đá châu Đại Dương | Cúp bóng đá châu Đại Dương | Cúp bóng đá châu Đại Dương | Cúp bóng đá châu Đại Dương |
| Năm                        | Thành tích                 | Thứ hạng                   | Pld                        | W                          | D                          | L                          | GF                         | GA                         |
| -------------------------- | -------------------------- | -------------------------- | -------------------------- | -------------------------- | -------------------------- | -------------------------- | -------------------------- | -------------------------- |
| 1973                       | Vòng bảng                  | 5th                        | 4                          | 0                          | 0                          | 4                          | 2                          | 13                         |
| 1980                       | Hạng tư                    | 4th                        | 4                          | 2                          | 0                          | 2                          | 11                         | 9                          |
| 1996                       | Không vượt qua vòng loại   | Không vượt qua vòng loại   | Không vượt qua vòng loại   | Không vượt qua vòng loại   | Không vượt qua vòng loại   | Không vượt qua vòng loại   | Không vượt qua vòng loại   | Không vượt qua vòng loại   |
| 1998                       | Hạng ba                    | 3rd                        | 4                          | 2                          | 0                          | 2                          | 8                          | 6                          |
| 2000                       | Bỏ cuộc                    | Bỏ cuộc                    | Bỏ cuộc                    | Bỏ cuộc                    | Bỏ cuộc                    | Bỏ cuộc                    | Bỏ cuộc                    | Bỏ cuộc                    |
| 2002                       | Vòng bảng                  | 5th                        | 3                          | 1                          | 0                          | 2                          | 2                          | 10                         |
| 2004                       | Hạng tư                    | 4th                        | 5                          | 1                          | 1                          | 3                          | 3                          | 10                         |
| 2008                       | Hạng ba                    | 3rd                        | 6                          | 2                          | 1                          | 3                          | 8                          | 11                         |
| 2012                       | Vòng bảng                  | 6th                        | 3                          | 0                          | 2                          | 1                          | 1                          | 2                          |
| 2016                       | Vòng bảng                  | 6th                        | 3                          | 1                          | 0                          | 2                          | 4                          | 6                          |
| 2024                       | Hạng tư                    | 4th                        | 5                          | 3                          | 0                          | 2                          | 17                         | 6                          |
| Tổng cộng                  | 9/11 2 lần hạng ba         | 9/11 2 lần hạng ba         | 37                         | 12                         | 4                          | 21                         | 56                         | 73                         |

### Đại hội Thể thao Nam Thái Bình Dương
| Năm       | Thành tích          | Thứ hạng            | Pld           | W             | D             | L             | GF            | GA            |
| --------- | ------------------- | ------------------- | ------------- | ------------- | ------------- | ------------- | ------------- | ------------- |
| 1963      | Á quân              | 2nd                 | 3             | 2             | 0             | 1             | 10            | 9             |
| 1966      | Không tham dự       | Không tham dự       | Không tham dự | Không tham dự | Không tham dự | Không tham dự | Không tham dự | Không tham dự |
| 1969      | Hạng tư             | 4th                 | 6             | 2             | 1             | 3             | 12            | 19            |
| 1971      | Vòng bảng           | 5th                 | 3             | 1             | 0             | 2             | 16            | 12            |
| 1975      | Hạng tư             | 4th                 | 4             | 1             | 1             | 2             | 14            | 7             |
| 1979      | Á quân              | 2nd                 | 5             | 3             | 1             | 1             | 31            | 3             |
| 1983      | Á quân              | 2nd                 | 6             | 5             | 0             | 1             | 26            | 4             |
| 1987      | Không tham dự       | Không tham dự       | Không tham dự | Không tham dự | Không tham dự | Không tham dự | Không tham dự | Không tham dự |
| 1991      | Vô địch             | 1st                 | 5             | 4             | 1             | 0             | 24            | 3             |
| 1995      | Hạng ba             | 3rd                 | 5             | 3             | 2             | 0             | 19            | 6             |
| 2003      | Vô địch             | 1st                 | 6             | 5             | 1             | 0             | 22            | 3             |
| 2007      | Á quân              | 2nd                 | 6             | 4             | 1             | 1             | 28            | 2             |
| 2011      | Hạng tư             | 4th                 | 6             | 4             | 0             | 2             | 20            | 5             |
| 2015      | Không tham dự       | Không tham dự       | Không tham dự | Không tham dự | Không tham dự | Không tham dự | Không tham dự | Không tham dự |
| 2019      | Hạng ba             | 3rd                 | 6             | 3             | 2             | 1             | 26            | 8             |
| 2023      | Hạng ba             | 3rd                 | 4             | 2             | 1             | 1             | 14            | 4             |
| Tổng cộng | 12/15 2 lần vô địch | 12/15 2 lần vô địch | 60            | 37            | 10            | 13            | 228           | 80            |

## Cầu thủ

### Đội hình hiện tại
23 cầu thủ sau đây đã được triệu tập cho Cúp bóng đá châu Đại Dương 2024.
Số lần ra sân và bàn thắng được cập nhật đến ngày 22 tháng 6 năm 2024, sau trận đấu với Tahiti.

| Số | VT | Cầu thủ               | Ngày sinh (tuổi)  | Trận | Bàn | Câu lạc bộ         |
| -- | -- | --------------------- | ----------------- | ---- | --- | ------------------ |
| 1  | TM | Aydin Mustahib        | 28 tháng 5, 2004  | 1    | 0   | Manurewa           |
| 20 | TM | Joji Vuakaca          | 24 tháng 3, 2003  | 0    | 0   | Labasa             |
| 22 | TM | Isikeli Sevanaia      | 11 tháng 1, 2003  | 5    | 0   | Rewa               |
|    |    |                       |                   |      |     |                    |
| 2  | HV | Scott Wara            | 22 tháng 9, 1999  | 5    | 0   | Stafford Rangers   |
| 3  | HV | Gabriele Matanisiga   | 14 tháng 6, 1995  | 13   | 2   | Wellington Olympic |
| 4  | HV | Ivan Kumar            | 17 tháng 6, 1997  | 5    | 0   | Rewa               |
| 16 | HV | Atonio Tuivuna        | 20 tháng 3, 1995  | 10   | 1   | Lautoka            |
| 17 | HV | Filipe Baravilala     | 25 tháng 11, 1994 | 12   | 1   | Navua              |
| 18 | HV | Lekima Gonerau        | 8 tháng 12, 1989  | 7    | 0   | Labasa             |
| 21 | HV | Sterling Vasconcellos | 19 tháng 4, 2005  | 9    | 0   | Lautoka            |
|    |    |                       |                   |      |     |                    |
| 5  | TV | Sitiveni Cavuilagi    | 26 tháng 7, 1994  | 15   | 0   | Lautoka            |
| 6  | TV | Thomas Dunn           | 19 tháng 1, 2003  | 9    | 6   | Navua              |
| 7  | TV | Mohammed Raheem       | 10 tháng 8, 2003  | 4    | 2   | Ba                 |
| 8  | TV | Setareki Hughes       | 8 tháng 6, 1995   | 41   | 3   | Rewa               |
| 10 | TV | Nabil Begg            | 17 tháng 3, 2004  | 12   | 4   | Auckland City      |
| 11 | TV | Brendan McMullen      | 30 tháng 6, 2002  | 5    | 0   | Stop Out           |
| 12 | TV | Tevita Waranaivalu    | 16 tháng 9, 1995  | 24   | 2   | Rewa               |
| 13 | TV | Mosese Nabose         | 1 tháng 7, 1998   | 2    | 0   | Tailevu Naitasiri  |
| 19 | TV | Merrill Nand          | 22 tháng 9, 2000  | 6    | 1   | Suva               |
|    |    |                       |                   |      |     |                    |
| 9  | TĐ | Roy Krishna           | 30 tháng 8, 1987  | 55   | 40  | Odisha             |
| 14 | TĐ | Sairusi Nalaubu       | 14 tháng 12, 1996 | 16   | 7   | Lautoka            |
| 15 | TĐ | Etonia Dogalau        | 24 tháng 2, 2001  | 5    | 3   | Ba                 |
| 23 | TĐ | Rusiate Matarerega    | 17 tháng 1, 1993  | 18   | 4   | Nadi               |

## Thành tích đối đầu
Tính đến các trận đấu diễn ra vào ngày 21 tháng 3 năm 2024.

| Đội                      | ST  | T   | H  | B   | BT  | BB  | HS   | %T     |
| ------------------------ | --- | --- | -- | --- | --- | --- | ---- | ------ |
| Samoa thuộc Mỹ           | 4   | 4   | 0  | 0   | 39  | 0   | +39  | 100,00 |
| Úc                       | 9   | 2   | 0  | 7   | 6   | 38  | −32  | 22,22  |
| Trung Quốc               | 1   | 0   | 0  | 1   | 1   | 4   | −3   | 0,00   |
| Đài Bắc Trung Hoa        | 2   | 1   | 1  | 0   | 2   | 1   | +1   | 50,00  |
| Quần đảo Cook            | 4   | 4   | 0  | 0   | 26  | 2   | +24  | 100,00 |
| Estonia                  | 1   | 0   | 0  | 1   | 0   | 2   | −2   | 0,00   |
| Guam                     | 4   | 4   | 0  | 0   | 45  | 1   | +44  | 100,00 |
| Hồng Kông                | 1   | 0   | 1  | 0   | 1   | 1   | 0    | 0,00   |
| Ấn Độ                    | 2   | 2   | 0  | 0   | 3   | 1   | +2   | 100,00 |
| Indonesia                | 3   | 0   | 3  | 0   | 3   | 3   | 0    | 0,00   |
| Kiribati                 | 3   | 3   | 0  | 0   | 45  | 0   | +45  | 100,00 |
| Malaysia                 | 5   | 2   | 1  | 2   | 8   | 5   | +3   | 40,00  |
| Mauritius                | 1   | 1   | 0  | 0   | 1   | 0   | +1   | 100,00 |
| México                   | 1   | 0   | 0  | 1   | 0   | 2   | −2   | 0,00   |
| Nouvelle-Calédonie       | 39  | 21  | 6  | 12  | 76  | 69  | +7   | 53,85  |
| New Zealand              | 41  | 5   | 4  | 32  | 26  | 122 | −96  | 12,20  |
| Quần đảo Bắc Mariana     | 1   | 1   | 0  | 0   | 10  | 0   | +10  | 100,00 |
| Papua New Guinea         | 22  | 12  | 6  | 4   | 43  | 22  | +21  | 54,55  |
| Philippines              | 1   | 0   | 0  | 1   | 2   | 3   | −1   | 0,00   |
| Samoa                    | 6   | 6   | 0  | 0   | 31  | 3   | +28  | 100,00 |
| Singapore                | 1   | 0   | 0  | 1   | 0   | 2   | −2   | 0,00   |
| Quần đảo Solomon         | 43  | 19  | 15 | 9   | 76  | 46  | +30  | 44,19  |
| Tahiti                   | 36  | 8   | 9  | 19  | 40  | 65  | −25  | 22,22  |
| Tonga                    | 3   | 3   | 0  | 0   | 17  | 1   | +16  | 100,00 |
| Tuvalu                   | 5   | 5   | 0  | 0   | 47  | 1   | +46  | 100,00 |
| Vanuatu                  | 37  | 21  | 6  | 10  | 83  | 41  | +42  | 56,76  |
| Bản mẫu:Country data WLS | 0   | 0   | 0  | 0   | 0   | 0   | 0    | —      |
| Tổng số                  | 276 | 124 | 52 | 100 | 631 | 435 | +196 | 44,93  |

1. ↑  Bao gồm kết quả của Tây Samoa.
2. ↑  Bao gồm kết quả của Tân Hebrides.